# Floriano Calvino
Floriano Remo Calvino (Sanremo, 20 maggio 1927 – Genova, 19 gennaio 1988) è stato un ingegnere, geologo e giornalista italiano, fratello minore dello scrittore Italo Calvino.

## Biografia

### I primi anni

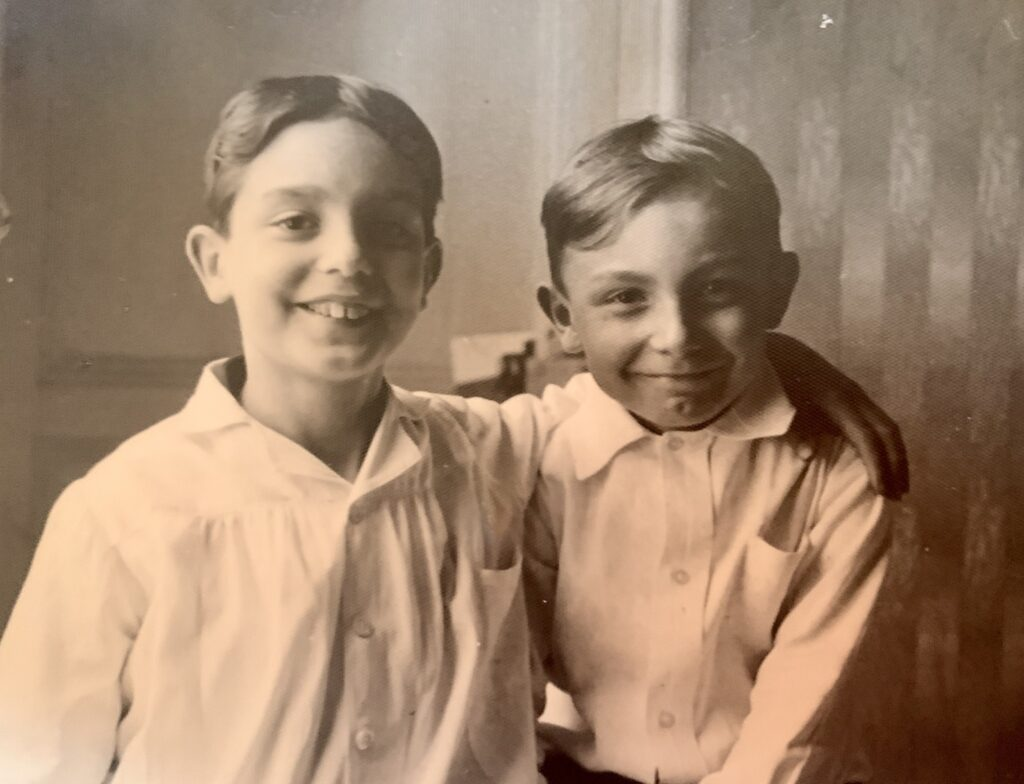
Italo Calvino, sulla sinistra, con il fratello Floriano.

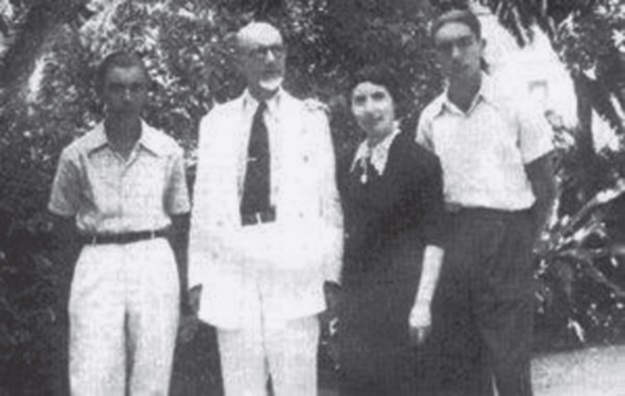
Italo e Floriano Calvino con i genitori nel giardino di villa Meridiana nel 1941.

Nato a Sanremo, sulla costa ligure, era il secondo figlio di Mario Calvino, eminente agronomo e botanico, e di Eva Mameli, botanica e naturalista di livello internazionale, e unico fratello minore del più celebre scrittore Italo Calvino.
Estasiata dai fiori di Sanremo dov'era nato, la madre gli aveva dato il nome di Floriano e veniva detto "Flori". Amava molto il fratello maggiore e ne ammirava l'intelligenza. Entrambi furono educati all'antifascismo dai genitori, soprattutto dalla madre, e abituati a una visione laica e scientifica della vita, del tutto aliena dalla religione. La famiglia abitava nella villa Meridiana, a Sanremo, immersa in un ampio giardino di piante esotiche.
Tuttavia, entrambi erano stati balilla secondo gli ordini del Duce, che nel 1932 imposero anche alle scuole valdesi quell'obbligo, ma questo non ricadde eccessivamente sulla loro educazione. Frequentò il liceo statale Gian Domenico Cassini di Sanremo, lo stesso del fratello e di Eugenio Scalfari, dove fu esonerato dalle lezioni di religione e dai servizi di culto, su richiesta dei genitori, che era rara e anticonformista.
Nell'autunno del 1944, mentre i genitori erano tenuti lungamente in ostaggio dalle SS tedesche e non fornirono informazioni sul nascondiglio dei figli, ricercati perché renitenti alla leva per la Repubblica di Salò, fuggì insieme al fratello sulle Alpi Marittime per unirsi alla seconda divisione d'assalto partigiana Garibaldi Cascione, con il nome di "Partigiano Floriano", e combattere i nazifascisti sulle montagne dell'interno della Liguria, nei boschi di Realdo, fino alla fine della guerra. Il 17 marzo 1945, insieme col fratello, partecipò alla battaglia di Bajardo, la prima in cui i partigiani di quella zona erano appoggiati dai caccia alleati.
Nel 1952, un anno dopo la morte del padre, avvenuta il 25 ottobre 1951 per una bronchite, si laureò in ingegneria mineraria presso il politecnico di Torino e divenne un ingegnere geologo italiano di fama internazionale, proseguendo la tradizione scientifica familiare al posto del ben più noto fratello, diventato invece un grande scrittore. Da democratico, al di là della sua professionalità e serietà, e a ciò si deve aggiungere il perfetto rapporto coi genitori e col fratello, fu un chiaro esempio di coraggio e di dirittura morale.

### Il disastro del Vajont
Il 27 luglio 1966 era professore precario presso l'istituto di geologia dell'università di Padova, l'antico feudo di Giorgio Dal Piaz, e venne chiamato dal giudice istruttore di Belluno, Mario Fabbri, al quale una volta aveva rilasciato una perizia, da lui giudicata obiettiva, sullo schiacciamento di un operaio in una cava vicino a Belluno, a svolgere una perizia collegiale di parte sulle cause di manifestazione e caduta della frana del Vajont, avvenuta il 9 ottobre 1963 con quasi duemila morti in tutti i paesi intorno a Longarone, affiancato da tre grandi scienziati e tecnici internazionali: il geologo francese Marcel Roubault a capo, l'ingegnere idraulico francese Henri Gridel e l'ingegnere civile svizzero Alfred Stucky.
Fu l'unico geologo italiano che accettò di produrre una consulenza tecnica agli inquirenti senza ombra di pregiudizi, viste le renitenze del mondo accademico schierato con la SADE. Con il suo aiuto, i periti ebbero modo di consultare, a Belluno, i documenti essenziali messi a loro disposizione dal tribunale. Il 17 aprile 1967, con Gridel e Roubault, si recò a Forno di Zoldo per interrogare uno dei testimoni della simile catastrofe di Pontesei. La sua perizia d'ufficio del 23 giugno 1967, al contrario delle indagini condotte in precedenza da un altro gruppo di accademici, fra cui Ardito Desio, strenuo difensore della tesi dell'imprevedibilità e dell'eccezionalità del fenomeno franoso, e risultate poco attendibili alla fermezza di Fabbri, si rivelò fondamentale per accertare le responsabilità dei vertici della SADE e del ministero, che vennero rinviati a giudizio.
Giovanni Leone e i suoi colleghi lo chiamavano "il professorino di Padova". Fin dalla prim'ora, aveva classificato quella condotta sotto la voce "Disprezzo della vita umana". Non scrisse soltanto la perizia, tenne anche una lezione universitaria sul Vajont. Nell'aprile 1969, partecipò come teste al processo del Vajont, che si tenne a L'Aquila. Nel 1973, invitando anche Fabbri, collaborò all'edizione con aggiornamento per l'Italia dell'opera di Roubault su alluvioni, terremoti, frane e valanghe: Le catastrofi naturali sono prevedibili. Nel 1974, tre anni dopo la sentenza di Cassazione, spiegò su Sapere perché la strage doveva essere prevista.

### La carriera
In seguito alla perizia sul Vajont, fu costretto a lasciare l'università di Padova per l'atteggiamento poco in linea e troppo osé, non essendo ancora un geologo di chiara fama. Nel 1971, solo dopo la bocciatura a due concorsi, fu titolare della cattedra di geologia applicata presso l'università di Genova. Il 20 aprile 1972 denunciò alla magistratura il precedente direttore dell'istituto Paolo Conti, che fu poi rinviato a giudizio per truffa, falso, peculato e concussione, e chiese anche le dimissioni del rettore dell'ateneo Carmine Romanzi, colpevole di non aver sospeso dal servizio l'imputato e responsabile della situazione confusa e caotica che, a suo dire, avrebbe regnato nell'istituto di geologia. Era specializzato nelle valutazioni d'impatto paesaggistico delle costruzioni di grandi dighe, con una vasta attività professionale in Italia e all'estero.
Attivo nella puntuale e sistematica opera di denuncia dei responsabili dei disastri ambientali e di tutela delle vittime delle calamità naturali, fu l'esperto di geotecnica nominato dalle famiglie vittime nella sciagura di Malga Villalta del 1972, dove morirono sette alpini travolti da una valanga, e nel disastro della Val di Stava, una frana di origine mineraria che si verificò il 19 luglio 1985, quando i bacini di decantazione della miniera di Prestavel ruppero gli argini e scaricarono 160.000 metri cubi di fango sull'abitato di Stava, piccola frazione del comune di Tesero, provocando la morte di 268 persone. La perizia di parte da lui firmata sulla Val di Stava sottolineava, accanto alle responsabilità dei tecnici, anche quelle, non meno rilevanti, delle società di gestione dei bacini, colpevoli di aver scelto tecnici non sufficientemente preparati.
Il collegio legale nella strage di Stava, di cui era perito, venne continuamente attaccato dalla stampa di destra, che definì i suoi componenti "sciacalli". Impegnato in attività a sostegno dei paesi poveri del terzo mondo, con militanza attiva nel tribunale Russel e nella lega internazionale per i diritti dei popoli, partecipò alla realizzazione di importanti progetti, quali la diga Bakolori in Nigeria e la bonifica del Tana-Beles in Etiopia, e svolse attività didattica presso l'università di Mogadiscio, in Somalia.
Tra i suoi numerosi scritti, registrati nei cataloghi delle biblioteche italiane, si ritrovano vari studi geologici sulla Sardegna, regione alla quale era affettivamente legato, e idrogeologici sul Veneto, e memorie sui materiali lapidei da costruzione delle Tre Venezie, oltre a una fitta serie di articoli usciti sul quotidiano genovese Il Secolo XIX, al quale collaborò per oltre vent'anni. Fece rilevamenti geologici relativi ai territori di Muravera, di Orosei, del Sarrabus-Gerrei (porfidi grigi), del Salto di Quirra (idrografia carsica ipogea), di Villaputzu (basalti di Riu Girone), della Vallata di Logulentu, di Putifigari (manifestazioni termali in galleria) e di altre zone.
Fu inoltre membro dell'Associazione internazionale di geomeccanica e del direttivo dell'Associazione internazionale di geologia ingegneristica. Per le sue benemerenze, nel 1974 venne proclamato cittadino benemerito di Sanremo dall'amministrazione comunale, su proposta della Famija Sanremasca.

### Gli ultimi anni
Il 12 gennaio 1979, un anno dopo la morte della madre, avvenuta il 31 marzo 1978, Italo e Floriano donarono l'intera biblioteca dei genitori (con oltre 12.000 tra libri, riviste, opuscoli, estratti, documenti e fotografie, pubblicazioni di carattere botanico, agronomico e floricolo) alla biblioteca civica di Sanremo, dando così vita al "Fondo Mario Calvino ed Eva Mameli Calvino", volto a preservare degnamente tutto il lavoro svolto dai due illustri scienziati sanremesi e tenere viva la loro memoria.
Il 20 settembre 1985, il giorno dopo la morte di Italo Calvino, Francesco Cossiga, il presidente della Repubblica, si recò a Siena per rendere omaggio alla salma del grande scrittore, intrattenendosi con la moglie Esther Judith Singer e il fratello di lui. Pur nella tristezza del momento, ebbe modo di informare Cossiga sulle origini sassaresi della madre sua e di Italo, aggiungendo che un suo antenato di Ploaghe, piccolo villaggio della Sardegna, aveva pubblicato delle poesie in lingua sarda: opera di un antenato dello stesso Cossiga, il bisnonno Bainzu Cossiga.
Due ritagli stampa informano sull'amore che aveva per l'isola in cui erano nati la madre e i nonni materni, Giovanni Battista Mameli e Maria Maddalena Cubeddu. Il 27 dicembre 1986, rilasciò un'intervista a L'Unione Sarda in occasione dell'intitolazione di un istituto tecnico commerciale di Cagliari alla memoria della madre.
Morì per un tumore a Genova tre anni dopo il fratello, la mattina del 19 gennaio 1988, ed è sepolto insieme ai genitori presso la tomba di famiglia nello storico cimitero della Foce, a Sanremo.

## Vita privata
Si sposò con Luciana ed ebbe tre figli, il primo Massimo e l'ultima Claudia.

## Opere

### Anni cinquanta
- La cromatografia e le analisi di miniera, Faenza, Lega, 1954;
- Il giacimento di amianto a fibra lunga di Settarme (Valle d'Aosta), Faenza, Lega, 1954;
- Relazione preliminare sul rilevamento geologico del 1954 in Sardegna (foglio 227 Muravera), Roma, Tipografia del Senato, 1955;
- Fossili anfibolizzati in arenaria metamorfica, Roma, Consiglio nazionale delle ricerche, 1956;
- Studio geologico petrografico sulla regione di Piano Lasina (Sardegna meridionale), Roma, Consiglio nazionale delle ricerche, 1956;
- I porfidi grigi del Sarrabus: primi risultati delle ricerche sui loro rapporti con altre formazioni eruttive, Roma, Tipografia del Senato, 1956;
- Contributo alla cronologia delle rocce filoniane sarde, Iglesias, Tipografia Atzeni, 1958;
- Relazione preliminare sui rilevamenti geologici nel foglio n. 195 Orosei (Sardegna), Roma, Failli, 1958;
- Primi risultati di uno studio stratigrafico e tettonico della Sardegna sud-orientale, Padova, Società cooperativa tipografica, 1959;
- Rilevamento geologico della parte meridionale del foglio n. 195 Orosei (Sardegna), Roma, Failli, 1959.

### Anni sessanta
- Geologia degli idrocarburi: appunti raccolti alle lezioni dell'ing. F. Calvino: anno accademico 1958-59, a cura degli studenti, 1960;
- Geologia degli idrocarburi: appunti dalle lezioni del Dott. Ing. F. Calvino: anno accademico 1959-60, Padova, Facoltà di Scienze, Laurea in Geologia, 1960;
- Mineralizzazioni filoniane di età alpina in Sardegna: barite di Santoru e fluorite di Monte Cardiga, Cagliari, Fossataro, 1961;
- Lineamenti strutturali del Sarrabus-Gerrei (Sardegna sud-orientale), Roma, Bardi, 1962;
- Lezioni di geologia degli idrocarburi per allievi dei corsi di laurea in scienze geologiche e in ingegneria mineraria, Padova, CEDAM, 1962;
- Osservazioni geologiche sulla Polla Rovereto e le altre sorgenti sottomarine della Mortola (Riviera di Ponente), Alessandria, Ferrari-Occella, 1963;
- Lezioni di litologia applicata: per studenti in architettura, Padova, CEDAM, 1963;
- Necessità di conoscenza delle caratteristiche litologiche e tecniche dei materiali lapidei da costruzione: relazione presentata al Primo convegno internazionale del marmo, Verona, settembre '63, Milano, Edit, 1963;
- Notizie sulle prime esplorazioni degli "Angurtidorgius" con osservazioni geologiche sulla idrografia carsica ipogea del Salto di Quirra (Sardegna sud-orientale), Firenze, 1964;
- Considerazioni idrogeologiche sulla distribuzione della salinità nelle acque artesiane della bassa pianura Emiliano-Veneta, Trieste, 1965;
- Relazione geologica sulla possibilità di realizzare un serbatoio artificiale alla stretta di Crabolu sul Rio Logulentu presso Sassari, Padova, 1965;
- Fenomeni di flessione superficiale dei prismi di fessurazione osservati in Trachiti e Lipariti dei colli Euganei, Padova, Società cooperativa tipografica, 1965;
- I basalti di Riu Girone (Villaputzu): nuova manifestazione di vulcanismo recente presso la costa orientale sarda, Roma, Consiglio nazionale delle ricerche, 1965;
- Idrogeologia delle falde artesiane a nord di Vicenza, Padova, Istituto veneto di arti grafiche, 1966;
- La degradazione centrale ("Rahmenverwitterung") dei manufatti in pietra, Padova, Società cooperativa tipografica, 1967;
- La pietra piasentina del Friuli Orientale, Padova, Società cooperativa tipografica, 1967;
- Su uno sprofondamento del suolo verificatosi ad Abano Terme (Padova), Padova, 1967;
- Le cave dei colli euganei: caratteristiche geominerarie, importanza economica, prospettive di sviluppo, Padova, 1967;
- La vallata del Rio Logulentu presso Sassari: indagini geologiche per la realizzazione di un serbatoio idraulico, Padova, Società cooperativa tipografica, 1967;
- Foglio 227: Muravera, Padova, Società cooperativa tipografica, 1967;
- Primi risultati di ricerche idrogeologiche sulla falda freatica a nord di Padova, 1968;
- Manifestazioni termali in galleria presso Putifigari (Sassari), Sassari, Gallizzi, 1969;
- Studi sulle proprietà tecniche della trachite da taglio di Montemerlo (Colli Euganei), Padova, Società cooperativa tipografica, 1969;
- The submarine springs of fresh water and the problems of their capture, Padova, Istituto di geologia, 1969;
- Sistemazione delle cave in relazione al paesaggio: il punto di vista di un ingegnere-geologo, Padova, 1969.

### Anni settanta
- Osservazioni idrogeologiche sulle sorgenti subtermali e ipotermali della riviera dei Berici (Vicenza), Padova, Società cooperativa tipografica, 1970;
- Considerazioni idrogeologiche su una perturbazione transitoria della falda freatica durante l'esercizio di una cava in pianura, Parma, 1970;
- Aspetti geologici delle metropolitane di città collinari costiere con riferimento alla futura metropolitana genovese: 18. Convegno internazionale delle comunicazioni, Genova, 12-16 Ottobre 1970, Genova, Istituto internazionale delle comunicazioni, 1970;
- Foglio 195: Orosei, Roma, Istituto Poligrafico e Zecca dello Stato, 1972;
- Elementi tecnici di prevedibilità della catastrofe del Vaiont, 1974.

### Anni ottanta
- Progettazione e gestione di un serbatoio di ritenuta a scopo irriguo in area gessifera del medio oriente, 1982;
- Un processo alla speculazione industriale: la strage di Stava negli interventi della parte civile alternativa, Trento, Collegio di difesa di parte civile alternativa, 1989.

## Onorificenze
Ai due fratelli Calvino è stato intitolato l'ecoistituto di Reggio Emilia e Genova.

## Nei media

### Televisione
- La tragedia del Vajont, documentario di AZ, un fatto come e perché del 1971, intervistato.[42]